# Campylodontium regnellianum
Campylodontium regnellianum là một loài Rêu trong họ Fabroniaceae. Loài này được (Müll. Hal.) A. Jaeger mô tả khoa học đầu tiên năm 1878.